# Кисконен, Марина Александровна
Марина Александровна Кисконен (родилась 19 марта 1994 года в Великом Новгороде) — российская футболистка, полузащитник. Выступала за сборную России.

## Карьера

### Клубная
Воспитанница столичной футбольной школы «Чертаново». Первый тренер — Елена Нуйкина.
В 2011 году заключила контракт с «Россиянкой», где выступала до 2014 года. Дебютировала 3 сентября 2011 года против Кубаночки, выйдя на замену на 46 минуте. Первый гол забила 23 сентября в ворота Дончанки. 27 сентября 2012 года дебютировала в Лиге чемпионов УЕФА в игре против Ден Хаага (победа «Россиянки» 4:1).
В 2015 году перешла в Чертаново, где с самого начала стала игроком стартового состава. Первую игру за Чертаново провела 19 апреля 2015 против Кубаночки.
С 2019 по 2021 годы выступала в европейских чемпионатах (Финляндия и Испания), в июле 2021 года вернулась в Россию, подписав контракт с московским ЦСКА. После сезона 2022 года играла за белорусский клуб «Минск», а в 2024 году — за «Крылья Советов».

### В сборной
Дебютировала в юниорской сборной России 24 октября 2009 года в матче против Армении, выйдя на замену на 41 минуте и стала автором дубля, забив голы на 48 и 63 минутах матча.
В молодёжной сборной России дебютировала 13 сентября 2010 в матче против сборной Кипра и была заменена на 60 минуте матча. С молодёжной сборной России приняла участие на молодежном Чемпионате Европы 2011 года, сыграв два матча на групповом этапе.
В составе сборной России дебютировала 8 июня 2017 года в товарищеском матче с Сербией.

## Достижения
- Чемпионка России (1): 2012
- Обладатель Кубка России (1): 2022
- Серебряный призёр чемпионата России (3): 2018, 2021, 2022
- Серебряный призёр чемпионата Белоруссии (1): 2023